# Sand Rock (Alabama)
 Sand Rock, Alabama és una població dels Estats Units a l'estat d'Alabama. Segons el cens del 2000 tenia 509 habitants.

## Demografia
Segons el cens del 2000, Sand Rock tenia 509 habitants, 195 habitatges, i 154 famílies La densitat de població era de 43,4 habitants/km².
Dels 195 habitatges en un 33,8% hi vivien nens de menys de 18 anys, en un 68,7% hi vivien parelles casades, en un 7,7% dones solteres, i en un 21% no eren unitats familiars. En el 19,5% dels habitatges hi vivien persones soles el 9,2% de les quals corresponia a persones de 65 anys o més que vivien soles. El nombre mitjà de persones vivint en cada habitatge era de 2,61 i el nombre mitjà de persones que vivien en cada família era de 2,96.
Per edats la població es repartia de la següent manera: un 25,3% tenia menys de 18 anys, un 7,9% entre 18 i 24, un 28,9% entre 25 i 44, un 23,6% de 45 a 60 i un 14,3% 65 anys o més.
L'edat mediana era de 37 anys. Per cada 100 dones hi havia 99,6 homes. Per cada 100 dones de 18 o més anys hi havia 97,9 homes.
La renda mediana per habitatge era de 35.179 $ i la renda mediana per família de 44.063 $. Els homes tenien una renda mediana de 28.523 $ mentre que les dones 17.375 $. La renda per capita de la població era de 18.845 $. Aproximadament el 10,9% de les famílies i el 12,6% de la població estaven per davall del llindar de pobresa.

## Poblacions més properes
El següent diagrama mostra les poblacions més properes.